# Peperomia apurimacana
Peperomia apurimacana är en pepparväxtart som beskrevs av William Trelease. Peperomia apurimacana ingår i släktet peperomior, och familjen pepparväxter. Inga underarter finns listade i Catalogue of Life.